# Supercopa Internacional 2022
La Supercopa Internacional 2022 è stata la 1ª edizione della Supercopa Internacional. 
Si è tenuta in gara unica allo stadio Hazza bin Zayed di al-'Ayn, negli Emirati Arabi Uniti, il 20 gennaio 2023. A sfidarsi sono stati il Boca Juniors, vincitore della Primera División 2022, e il Racing Club, vincitore del Trofeo de Campeones 2022.
Il Racing Avellaneda si è imposto per 2-1, aggiudicandosi così il trofeo.

## Tabellino
| Arbitro: | Fernando Rapallini |

|               |           |                                  |
| Roncaglia 18’ | Marcatori | 19’ Carbonero 90+7’ (rig.) Piovi |